# Lachsargument

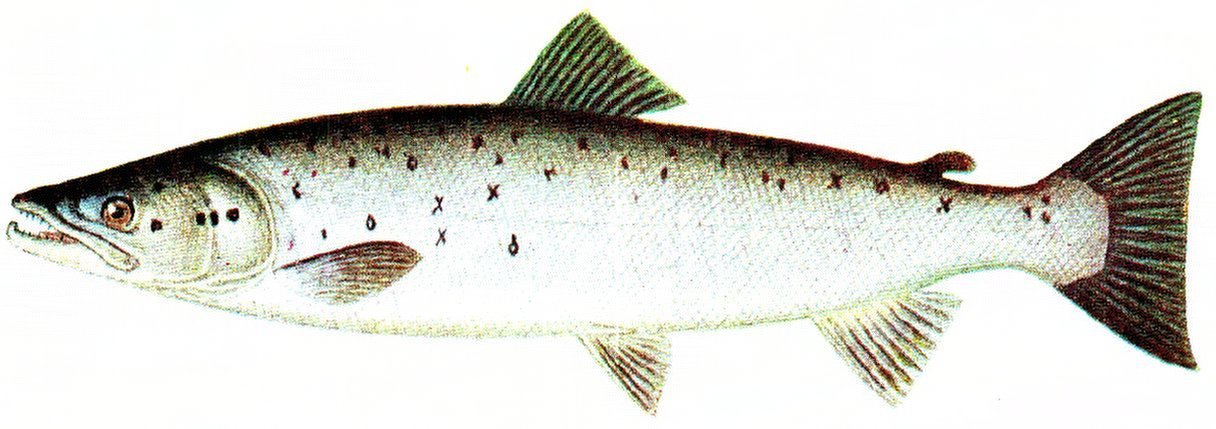
Lachs (Salmo salar Linnaeus)

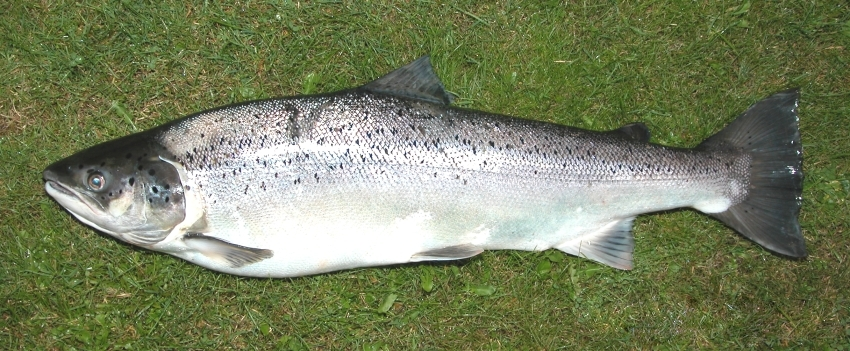
Lachs- oder Meerforelle (Salmo trutta trutta Linnaeus)

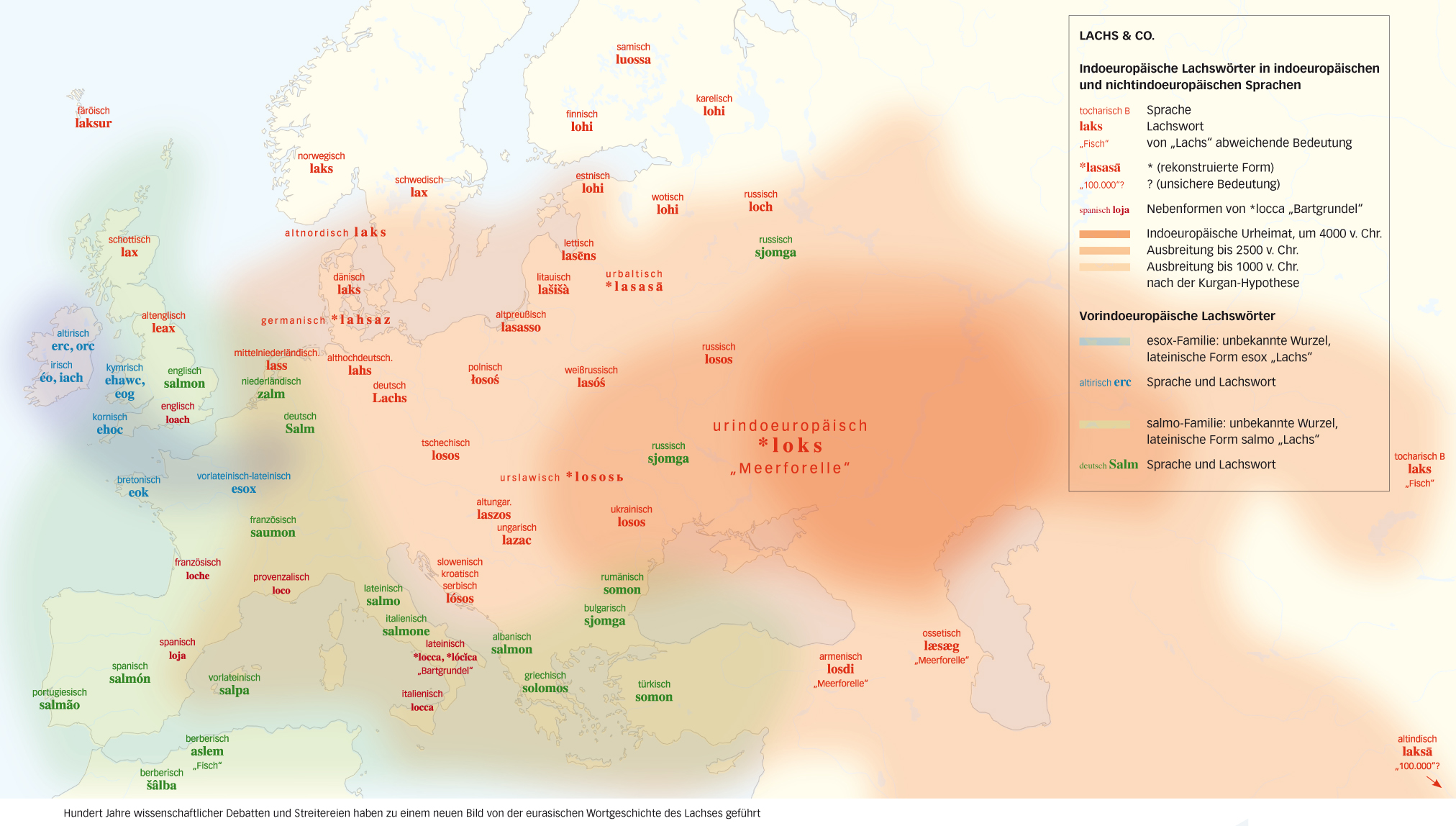
Das Fischwort „Lachs“ in Sprachen Europas, Asiens und Nordafrikas

Mit dem Lachsargument sahen Sprachforscher im 19. und 20. Jahrhundert den Beweis erbracht, dass sich die Urheimat der Indogermanen im nördlichen Mitteleuropa und nicht in der eurasischen Steppe befindet. Zugrunde lag die Entdeckung, dass die recht ähnlichen Bezeichnungen für den Lachs in germanischen, baltischen und slawischen Sprachen in einem proto-indoeuropäischen Wort wurzelten.
Das Lachsargument lautete: Die Ur-Indogermanen stammen von dort, wo sowohl der Lachs als auch das gemeinsame Wort für ihn vorkommt. Dies traf nur auf das Gebiet der mitteleuropäischen Flüsse zur Ostsee zu.
Diese Herleitung beruhte jedoch auf einer Fehlannahme. Die Bezeichnung der Ur-Indogermanen (heute auch: Proto-Indoeuropäer) galt zunächst nicht dem Lachs (Salmo salar), sondern Unterarten der Lachs- oder Meerforelle (Salmo trutta trutta), die in den Flüssen zum Schwarzen und zum Kaspischen Meer verbreitet sind. In mehr als 100 Jahren äußerten sich rund dreißig Gelehrte mit Beiträgen zum Lachsargument, bis es widerlegt war.

## Entstehung

### „Lachs“ in der frühen Sprachwissenschaft
Ab Mitte des 19. Jahrhunderts untersuchten Philologen Wörter, die in mehreren indogermanischen Sprachen ähnlich lauteten. Sie galten als „urverwandt“, entweder als ur-indogermanisch oder zu einer jüngeren Ursprache der „Litu-Slawo-Germanen“ gehörend. Gemeint waren etwa die Bezeichnungen für Meer, Löwe, Salz oder Buche. Das Vorkommen oder Fehlen gemeinsamer Wörter sollte Rückschlüsse auf die Urheimat der Indogermanen erlauben. Zu den zahlreichen Hypothesen über ihre geographische Lage etwa im nördlichen Europa, im südlichen Russland oder auf dem Balkan gehörten auch rassenanthropologische und nationalchauvinistische Begründungen.
Die Sprachvergleichung deutete auf einen Mangel an indogermanischen Fischnamen. Selbst ein einheitliches indogermanisches Wort für Fisch, der lateinisch piscis, in Sanskrit mátsya-, griechisch ichthýs und altslawisch ryba hieß, fehlte offenbar. Beides machte eine Herkunft der Indogermanen aus einem fischarmen eurasischen Steppen- oder Waldgebiet plausibel.
Für den Lachs (Salmo salar) jedoch enthielten die Nachschlagewerke, die seit den 1870er Jahren erschienen, umfangreicher werdende Zusammenstellungen ähnlicher Bezeichnungen in den germanischen, baltischen und slawischen Sprachen. Ihre Formen schlossen Entlehnung aus. Der deutsche Germanist August Fick führte 1876 zu altnordisch lax, althochdeutsch lahs und neuhochdeutsch Lachs die Reihe litauisch lászis, lasziszas, lettisch lassis, lassens, altpreußisch lasasso, polnisch łosoś und russisch losós′ an. Mit dem Deutschen Wörterbuch der Brüder Grimm kam 1877 altenglisch leax hinzu. Der Philologe Friedrich Kluge nannte 1882 zusätzlich schottisch lax und konstruierte eine gotische Form *lahs.

### Erste Nennung des Lachsargumentes
Erstmals grenzte der Sprachhistoriker Otto Schrader 1883 die Lage des „Slavo-Germanenlandes“ mit einem tiergeographischen Argument ein. Entscheidend sei die Benennung des Lachses, „der nach Brehms Tierleben nur in den Flüssen der Ostsee, Nordsee und des nördlichen Eismeers vorkommt.“ Damit schien ein Wort gefunden, über dessen sachlich und sprachlich fast identisches Verbreitungsgebiet unter den Gelehrten Einigkeit herrschte. Weil Schrader das Lachsargument auf die westindogermanischen Sprachen begrenzt sah, hielt er es in der Diskussion um die Urheimat für untauglich.
Der Rassenanthropologe Karl Penka, der Südskandinavien für die Heimat der Indogermanen hielt, schrieb über den Lachs 1886 ohne Beleg: „Dieser Fisch war dem arischen Urvolke bekannt.“ Penka erweiterte das Lachsargument formal um das Fehlen von Lachswörtern: „Nun findet sich der Lachs (Salmo salar), als dessen Heimat das Eismeer und die nördlichen Theile des Atlantischen Oceans anzusehen sind, nur in den Strömen und Flüssen Russlands, welche in die Ostsee und das Weisse Meer münden, keineswegs jedoch in den Flüssen, die sich in das Schwarze oder Kaspische Meer ergiessen. Ebenso wenig kommt er in den Flüssen Asiens und im Mittelländischen Meere vor, woraus sich erklärt, dass sich weder im Iranischen und Indischen, noch im Griechischen und Lateinischen entsprechende Lautformen vom urarischen *lakhasa erhalten haben.“ Penka begründete auch seine rekonstruierte Form *lakhasa nicht.
"[Die Lachswörter] beschränken sich auf ein engeres Sprachgebiet", antwortete Schrader 1890. Auch der Sprachwissenschaftler Johannes Schmidt wendete das Fehlen der Lachswörter in allen anderen indogermanischen Sprachen gegen Penka an: Dieser setze die nur nordeuropäische Benennung des Lachses als indogermanisch an, um die Übereinstimmung indogermanischer und südschwedischer Fauna zu beweisen. 1901 nahm Schrader aber Penkas Formulierung ex negativo auf: „Da der Fisch nur in denjenigen Flüssen vorkommt, welche sich in den Ocean sowie in die Ostsee ergiessen, nicht aber in denjenigen, welche in das Mittelländische oder Schwarze Meer münden, so ist es begreiflich, dass weder Griechen noch Römer einen eigentümlichen Namen für denselben hatten.“
Die ersten Auflagen von Kluges Etymologischem Wörterbuch der deutschen Sprache zeichnen die begriffliche Klärung nach. Von der 1. Auflage 1883 bis zur 5. Auflage 1896 waren die germanischen und zeitgenössisch so genannten „slawisch-litauischen“ Lachswörter als „urverwandt“ bezeichnet. Von der 6. Auflage 1899 bis zur 1914 abgeschlossenen 8. Auflage galten sie als „verwandt“.

### Die frühe Debatte um Lachsargument und Urheimat
In den 30 Jahren nach der Erstnennung benutzten sowohl Befürworter der nordeuropäischen Hypothese als auch Vertreter der Steppenherkunft das Lachsargument, um die Lage der Urheimat zu bestimmen. Erstere datierten ein gemeinsames Ausgangswort für „Lachs“ auf die ur-indogermanische Zeit der Gemeinsprache, Letztere auf eine jüngere, bereits einzelsprachliche Phase mit einer westindogermanischen, germanisch-baltisch-slawischen Neuprägung. Eine linguistische Debatte um ur- oder westindogermanische Stammformen der Lachswörter wurde nicht geführt. Bestimmend für die indogermanistische Auseinandersetzung dieser Zeit waren Baum- und Säugetiernamen, Begriffe aus Ackerbau und Viehzucht, Bodenfunde und schädelkundliche Vergleiche. Das Lachsargument hatte nachrangige Bedeutung, weil sein Erkenntnispotenzial erschöpft schien.

## Erweiterung

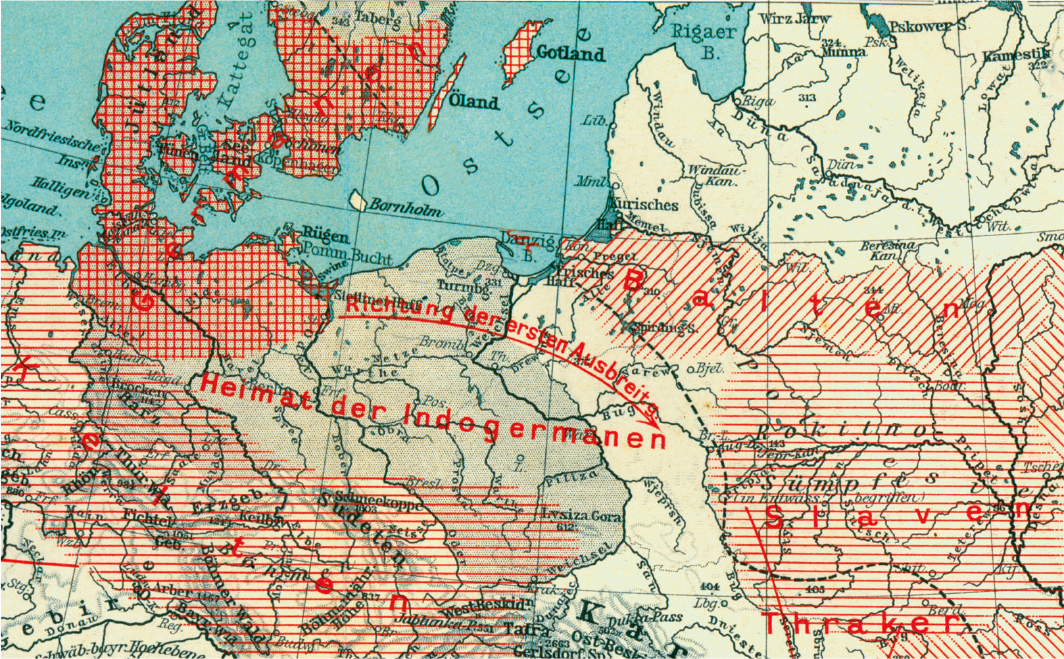
Angebliche indogermanische Urheimat überwiegend in Deutschland, nach Hermann Hirt, 1907

### Tocharisch B „laks“
1908 identifizierten Philologen eine ausgestorbene Sprache im zentralasiatischen, im heutigen Nordwestchina liegenden Tarimbecken als indogermanisch und veröffentlichten erste Übersetzungen. Die Textfragmente stammten überwiegend aus der zweiten Hälfte des ersten Jahrtausends und waren in zwei Sprachvarianten verfasst, die später Tocharisch A und B hießen. Als Erster wies Schrader 1911 auf ein neues Lachswort hin, noch bevor eine Übersetzung mit dieser Vokabel erschienen war: „Nun ist aber neuerdings auch ein tocharisches laks ‚Fisch‘ aufgetaucht, und es wird daher von zukünftigen Aufklärungen über diese Sprache abhängen, ob mit diesen Wörtern in diesem Zusammenhang etwas anzufangen ist, oder nicht.“ Schlussfolgerungen aus der Entdeckung wollte Schrader noch nicht ziehen.
Die Entdeckung von tocharisch B laks „Fisch“ belegte den indogermanischen Charakter des Lachswortes. Anhänger der Hypothese von der nordeuropäischen Urheimat sahen sich bestätigt. Der Indogermanist Hermann Hirt schrieb: „Es ist demnach eine durch die Tatsachen widerlegte Behauptung von O. Schrader und anderen, dass die Indogermanen die Fische nicht beachtet hätten.“ Wegen der Einführung von Ackerbau und Viehzucht war es für den Baltisten Franz Specht „begreiflich, dass sich im allgemeinen nur ganz hervorstechende Fischarten, die dazu noch weiter verbreitet gewesen sein müssen, als gemeinsame indogermanische Bezeichnungen nachweisen lassen.“ Der Keltologe Julius Pokorny folgert aus dem Fehlen des Lachses östlich des Ural: „Die Tocharer dürften somit aus Mittel- oder Nordeuropa gekommen sein.“ Das Wort  „lässt uns vermuten, dass die Tocharer ursprünglich an einem Lachs führenden Flusse in der Nachbarschaft der Slawen gesessen sein werden.“ Ausgeschlossen war das finno-ugrische Sprachgebiet, in dem die Lachswörter aus dem Indogermanischen kamen. Ebenso wenig kamen die später von Indogermanen besiedelten Teile Europas in Betracht, in denen die Lachswörter aus im Vorindogermanischen wurzelnden Bezeichnungen wie salmo und esox stammten, also westlich der Elbe, im Mittelmeerraum und auf den britischen Inseln. Der Urname, so John Loewenthal,  „dürfte im Oder- und Weichselquellgebiet aufgekommen sein.“
Das Lachsargument erlaubte die von völkischen Anthropologen und Nationalsozialisten propagierte Gleichsetzung der indogermanischen mit den germanischen Siedlungsgebieten und die Ansiedlung der „volklichen Urrasse“ in Großdeutschland. Loewenthal schrieb 1927: „Die Germanen […] sind echte Indogermanen. Sie haben als einzige Art und Volkstum rein erhalten […] Sie dürften […] von den Weichsel- und Oderquellen her über die dänischen Inseln nach Schonen vordringend, von Schonen aus ihr geschichtliches Werk begonnen haben.“ In der Festschrift für Hirt bemerkt der Herausgeber, dass Hirt  „die augenscheinliche Grundrasse der Indogermanen in einem nördlichen Klima ihre optimalen Lebensbedingungen“ finden ließ. Eine Ausnahme stellte der dem Nationalsozialismus nahestehende Germanist Alfred Götze dar, der für das Lachswort über das Westindogermanische hinaus „weitere Anknüpfungs- und Deutungsversuche“ für „nicht gesichert“ hielt.
Auf eine starke, meist ablehnende Reaktion stieß 1951 der Vorschlag des österreichischen Archäologen Robert Heine-Geldern, germanische Stämme könnten an der Ostwanderung der Tocharer teilgenommen und so die Übernahme germanischer Lehnwörter in die tocharische Sprache veranlasst haben, weil er übersah, dass die Germanen eher ihr Wort *fisk „Fisch“ weitergegeben hätten. Der Germanist Willy Krogmann fand Heine-Gelderns  „Einfall […] ohne jeden Anhalt.“ Der US-amerikanische Asienwissenschaftler Denis Sinor kommentierte ihn als „einen guten archäologischen Beleg, um ein Licht auf Ereignisse zu werfen, die meiner Ansicht nach diese Disziplin nicht erhellen kann.“

### Ossetisch „læsæg“

Ethnolinguistische Gruppen im Kaukasus mit Lachswörtern: Osseten (lindgrün), Armenier (mittelgrün), Russen (graugrün)

Das nächste Lachswort entdeckte ein Sprachforscher im digorischen Dialekt der ossetischen Sprache, der zum iranischen Sprachzweig des Indogermanischen gehört und im Kaukasus gesprochen wird. Lexikalisch erstmals 1929 erfasst, konnte es für den norwegischen Indoiranisten Georg Morgenstierne 1934  „schwerlich ein Lehnwort aus russisch losoś sein.“ Morgenstierne wies darauf hin, dass Lachs-Arten in kaukasischen Flüssen vorkämen, der Indologe Sten Konow bemerkte die Verwandtschaft mit dem tocharischen Fischwort.
Der Indologe Paul Thieme führte læsæg als Verkleinerungsform auf die indoarischen Wanderung zurück: „Natürlich kann es sich bei dem in kaukasischen Flüssen vorkommenden ‚Salmo‘ nicht um den Salmo salar, sondern nur um eine Forellenart handeln, die man um ihrer Ähnlichkeit mit dem aus der einstigen Heimat noch bekannten *lakso- ‚Salmo salar‘ willen ganz passend mit dem Deminutivum *laksoqo ‚Lächschen, kleiner Lachs‘ benannte.“
Krogmann erkannte darin  „eine ganze falsche Vorstellung“ von der Meerforelle Salmo trutta caspius, die vom Kaspischen Meer in den Terek aufsteigt, der mit seinen Nebenflüssen den Siedlungsraum der Osseten durchfließt. Dieser „kaspische Lachs“ ist der größte der europäischen Salmoniden und im südlichen Russland bis zum Ural weit verbreitet.  „Fische von mehr als 40 Kilogramm sind nicht selten. […] Es wäre ja denkbar, dass der Name zunächst für eine Art eines anderen Genus geschaffen wurde und erst später auf den Salmo salar L. Anwendung fand, als man in ihm einen ähnlichen Fisch kennenlernte.“ Krogmann stand damit 1960 kurz vor der Überwindung des Lachsargumentes, verfolgte den Gedanken jedoch nicht weiter.

### Altindisch „*lākṣa“, „lakṣā“, „lakṣá“
Unter den Sprachwissenschaftlern unternahm Thieme die letzte große Anstrengung, mit dem Lachsargument die indogermanische Urheimat zu erklären. Er stellte drei altindische Lachswörter vor, in denen die Bedeutung der Urheimat noch aufscheine: zu lākṣā „roter Lack“ ein Adjektiv *lākṣa „lachsig, rot“ wegen des rötlichen Lachsfleisches, das Zahlwort lakṣā „100.000“, zunächst „unübersehbare Menge“ wegen der großen Scharen von Lachsen zur Laichzeit, sowie das Nomen lakṣá „Spieleinsatz“, das zunächst unter Fischern für einen wertvollen Losanteil an der Fangbeute benutzt worden sein könne. So weise „die Tatsache einer gemein-indogermanischen Bekanntschaft mit Salmo salar für den Ort der indogermanischen Sprachgemeinschaft vor Abwanderung der Arier unzweideutig auf das Gebiet der Ostseeströme und der Elbe.“
„Für so gewichtige Folgerungen scheint die kühne Vermutung doch nicht tragfähig genug“, kommentierte der Indogermanist Walter Porzig, der aber auch weiterhin der Ostsee-Hypothese folgte. Unter Zustimmung seiner Fachkollegen führte Manfred Mayrhofer die Etymologie von lākṣā „roter Lack“ auf die indogermanische Farbbezeichnung *reg- „färben, röten“ zurück und lobte an Thieme seinen  „Reichtum an Ideen […] und immer geistvollen Etymologien.“ Als Herkunft von lakṣá „Spieleinsatz“ komme die indogermanische Wurzel *legh „legen“ in Betracht, die für lakṣá eine Ursprungsbedeutung „Einlage“ vermuten lasse.
Auf mehr Zustimmung stieß Thiemes Zahlworttheorie mit लक्ष lakṣā „100.000“, meist wegen der Parallelen in anderen Sprachen. Im Altägyptischen wird „100.000“ durch die Hieroglyphe der Kaulquappe bezeichnet, im Chinesischen dient das Zeichen für Ameise auch für „10.000“, im Semitischen hat das Wort für Rind auch die Bedeutung „1000“. Der linguistische Zusammenhang blieb ungeklärt. Kluge führte den Hinweis auf das Zahlwort bis zur 21. Auflage (1975), zuletzt „ohne etymologische Sicherheit“.

### Armenisch „losdi“, romanisch „*locca“
Nach der Entdeckung der Lachswörter im Tocharischen und im Ossetischen bedeutete die Zuschreibung weiterer Benennungen keine neue Qualität in der Debatte um das Lachsargument mehr. Armenisch losdi „Lachs“, 1929 erstmals in ein Wörterbuch aufgenommen, kam 1963 zur Lachsgruppe. Der US-amerikanische Anthropologe A. Richard Diebold, Jr. nahm 1976 das „romanische“ (spätvolkslateinisch-frühromanisch) unbelegte Wort *locca „Beizker, Schmerle“ auf, erstmals 1935 vorgeschlagen. Damit fügte er auch gleichbedeutend französisch loche und das daraus ins Englische entlehnte loach den Lachswörtern zu.

### Die mittlere Debatte um Lachsargument und Urheimat
Ab 1911 galten die Lachswörter unbestritten als der indogermanischen Ursprache zugehörig. Auch nach dem Ende des Nationalsozialismus blieben die Interpretationen des Lachsargumentes für die Urheimat der Indogermanen kontrovers. Die Begründung der „nordeuropäischen Hypothese“ wurde durch die Funde von Lachswörtern im Tocharischen und Ossetischen zugleich erleichtert, weil als gemeinsprachlich belegt, und erschwert, weil die Begründungen für die geografische Streuung der Lachswörter zunehmend problematisch wurden. Was die Sprecher des Ur-indogermanischen mit dem Wort „Lachs“ bezeichneten, war bis 1970 ungeklärt.

## Widerlegung

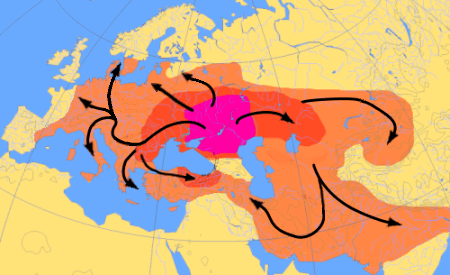
Indoeuropäische Urheimat nach der Kurgan-Hypothese, um 4000 v. Chr. (lila), Ausbreitung bis 2500 (rot), bis 1000 v. Chr. (orange). Im Uhrzeigersinn: tocharische, skythische, indische, iranische, anatolische, hellenische, italische, keltische, germanisch-baltoslawische Sprachen

### Lachsforelle statt Lachs
Thieme wies darauf hin, dass unter dem Lachswort im Kaukasus nicht der Lachs, sondern die Forelle auftrete. Für Krogmann konnte der Name des Lachses auf Salmo salar übertragen worden sein. 1970 meinte der US-amerikanische Tocharist George Sherman Lane: „And, in my opinion, the name in question probably did refer originally, not to the salmo salar at all, but rather to the salmo trutta caspius of the northwest Caucasus region“, deutsch: „Und nach meiner Meinung bezog sich der fragliche Name wahrscheinlich ursprünglich überhaupt nicht auf Salmo salar, sondern auf Salmo trutta caspius der nordwestlichen Kaukasusregion.“
Diebold stellte 1976 drei anadrome Salmoniden vor, Forellenfische, die zum Laichen flussaufwärts schwimmen und für eine ur-indogermanische Benennung *loḱsos in Betracht kommen: die Lachs- oder Meerforelle Salmo trutta trutta sowie die beiden regionalen Unterarten Salmo trutta labrax und Salmo trutta caspius. Sie sind in den Flüssen zu Schwarzem und Kaspischem Meer verbreitet. Im Verlauf der indogermanischen Ausbreitung aus dem Gebiet der pontischen Steppe Richtung Ostsee ging das alte Lachswort für die Meerforelle (Salmo trutta trutta) auf den neuen, ähnlich aussehenden Fisch, den Lachs (Salmo salar) über; die russische Form lososь deckt beide Bedeutungen ab. Wo die Indogermanen auf altsprachliche Bezeichnungen wie salmo oder esox stießen, übernahmen sie sie.

### Umkehrung des Lachsargumentes
Die vielen Namen für Salmoniden in den indogermanischen Sprachen entstanden, weil die Sprecher des Ur-Indogermanischen auf zahlreiche Fische stießen, für die sie keine Namen hatten, weil sie sie nicht aus ihrer Urheimat kannten. Als „not known, not named“, deutsch etwa „unbekannt, unbenannt“ beschrieb dies Diebold. Er drehte 1985 das Lachsargument um: Überall, wo ein Lachswort Salmo salar bezeichnete, könne die Urheimat der Indogermanen gerade nicht liegen. Im selben Jahr überschrieb der Tocharist Douglas Q. Adams seinen letzten Aufsatz zu diesem Thema mit „A Coda to the Lachsargument“; Coda bedeutet etwa „Schlussteil“ oder „Resumee“. Adams lehnte allerdings Diebolds Umkehrung des Lachsargumentes ab, weil aus dem Fehlen von Begriffen nicht geschlossen werden könne, dass sie nicht existieren.

### Die späte Debatte um Lachsargument und Urheimat
Die Widerlegung des Lachsargumentes ab 1970 wurde dadurch erleichtert, dass mit der Kurgan-Hypothese ein modern begründeter Vorschlag für die indogermanische Urheimat nördlich des Schwarzen Meeres zur Verfügung stand. Die Verschiebung des Lachsnamens von Salmo salar auf Salmo trutta deckte sich mit diesem Modell. Etwa 100 Jahre nach der ersten Nennung war das Lachsargument obsolet. Die etymologische Untersuchung der Lachswörter ist seither nicht abgeschlossen. Solange nicht geklärt ist, wie sich der indogermanische Sprachraum ausdehnte, können keine Aussagen darüber getroffen werden, auf welche Art und Weise sich das Lachswort in den Ostseeraum verbreitet hat.
Aus der Indogermanistik ist das Lachsargument nicht verschwunden. Ältere Handbücher, die zum Pflichtangebot in Bibliotheken gehören, bewahren diese Annahme. Neue Nachschlagewerke bezeichnen die benannten Fische falsch oder meiden die Darstellung der Geschichte des Lachsargumentes.

## „Lachsargument“

### Begriff
Wohl in Analogiebildung zum älteren „Buchenargument“ ist der Begriff „Lachsargument“ 1955 von Mayrhofer eingeführt worden. Er wird als „the Lachsargument“ in der angelsächsischen Fachliteratur benutzt. Das Buchenargument besagte, dass die Buche östlich einer Linie von Königsberg (Preußen) nach Odessa nicht vorkomme, das Wort aber indogermanischen Ursprungs ist und deswegen die Urheimat nicht in der eurasischen Steppenlandschaft liegen könne. Zu den Fehlern dieses Argumentes gehörte die Annahme, dass das ur-indogermanische Buchenwort immer die Buche meinte, obwohl etwa griechisch φηγόϛ phēgós die Eiche bezeichnete.

### Beteiligte
Die Debatte um das Lachsargument begann 1883 und endete etwa einhundert Jahre später. Mit Ausführungen oder autoritativen Wörterbucheinträgen beteiligten sich etwa 30 Wissenschaftler. In alphabetischer Reihenfolge und mit den Jahreszahlen der zugehörigen Veröffentlichungen waren es:
Douglas Q. Adams (1985, 1997) – Émile Benveniste (1959) – A. Richard Diebold, Jr. (1976, 1985) – Robert Heine-Geldern (1951) – Hermann Hirt (1921) – Friedrich Kluge und spätere Bearbeiter des Etymologischen Wörterbuchs der Deutschen Sprache (1883–2002) – Sten Konow (1942) – Wolfgang Krause (1961) – Willy Krogmann (1960) – George Sherman Lane (1970) – Sylvain Lévi (1914) – John Loewenthal (1924, 1927) – James P. Mallory (1997, 2006) – Stuart E. Mann (1963, 1984) – Manfred Mayrhofer (1952, 1955) – Georg Morgenstierne (1934) – Karl Penka (1883) – Herbert Petersson (1921) – Julius Pokorny (1923, 1959) – Walter Porzig (1954) – Vittore Pisani (1951) – Johannes Schmidt (1890) – Otto Schrader (1883–1911) – Franz Specht (1944) – Paul Thieme (1951–1958) – Albert Joris van Windekens (1970)
→ Die vollständigen Literaturangaben befinden sich in den Einzelnachweisen.

## Das Wort „Lachs“
Die Entwicklungsgeschichte des Lachsargumentes wurde von der philologischen Erforschung der Lachswörter geprägt.  Auch nach der Widerlegung des Lachsargumentes sind Aspekte sprachgeschichtlicher Wechselwirkungen sowie der semantischen Übergänge wie Generalisierung („Lachs“ zu „Fisch“) und Bedeutungswechsel („Lachs“ zu „Schmerle“) ungeklärt.

### Indogermanische Lachswörter

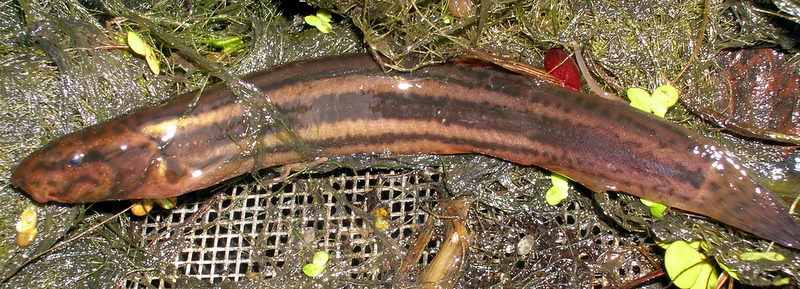
Beizker, Schlammpeitzger (Misgurnus fossilis), eine Schmerle, französisch loche, englisch loach, spanisch loja

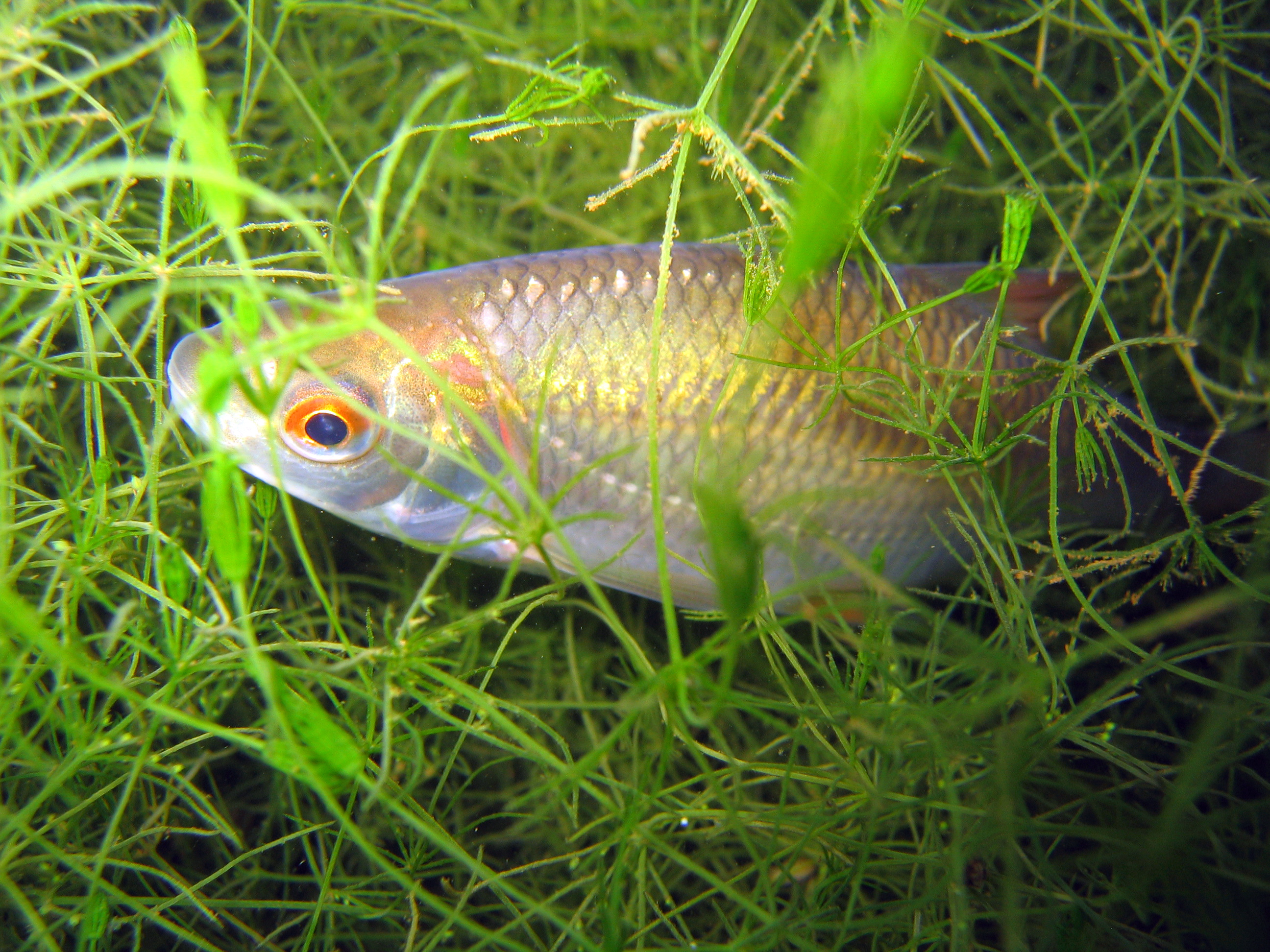
Rotauge (Rutilus rutilus), italienisch lasca

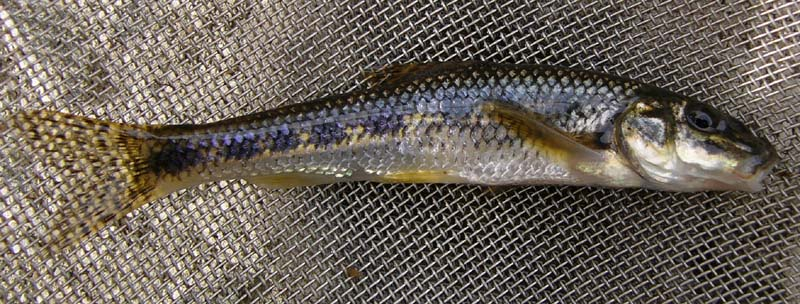
Gründling (Gobio gobio), sardisch laccia

In vielen indogermanischen Sprachen sind Lachswörter bezeugt. Sie sind gemeinsamen Ursprungs, untereinander und in nichtindogermanische Nachbarsprachen entlehnt worden. Einige Zuschreibungen sind umstritten. Den Lachsworten ähnliche Bezeichnungen für Fische, die Forellen nicht ähnlich sind, treten vor allem in romanischen Sprachen auf. Eine Übersicht nach Sprachzweigen, mit Entlehnungen und Einzelvorschlägen:
Germanische Sprachenurgermanisch *lahsaz „Lachs“, alt-, mittelhochdeutsch lahs, neuhochdeutsch Lachs, altsächsisch lahs, mittelniederdeutsch las(s) (daraus entlehnt polabisch laś), altenglisch leax, mittelenglisch lax, frühneuenglisch lauxe, lask (im 17. Jahrhundert ausgestorben), altnordisch, isländisch, schwedisch lax, norwegisch, dänisch laks „Lachs“, färöisch laksur; Erwähnung fanden mittelniederländisch las(s), eine rekonstruierte gotische Form *lahs sowie schottisch lax, wobei ungenannt blieb, ob die schottisch-gälische Sprache oder Scots gemeint war. Aus deutsch Lachs entstand auch jiddisch לקס laks und dessen Ableitung lox, seit Beginn des 20. Jahrhunderts in der jüdischen Küche der USA eine allgemeine Bezeichnung für Lachs, heute in der US-Gastronomie verbreitet für Räucherlachs.
Baltische Sprachenurbaltisch *lasasā, litauisch lašišà, lãšis „Lachs“; lettisch lasēns, lasis „Lachs“ (daraus livisch laš), altpreußisch *lasasso (rekonstruiert aus verschriebenem lalasso). Als die baltische Form als Lehnwort in die ostseefinnischen Sprachen eindrang, war indogermanisch -ḱs- im Urbaltischen bereits zu einem Zischlaut geworden, indogermanisch -o- hatte sich aber noch nicht zu balt. -a- entwickelt: finnisch, karelisch, olonetzisch, wepsisch, wotisch lohi, estnisch lõhi; die livische Form laš ist später übernommen worden. Aus dem Ostseefinnischen stammen wiederum die Formen samisch luossa und russisch loch (лох) „Lachs“. Das deutsche Kompositum Lachsforelle wurde aus seiner niederdeutschen Form lassfare, lassför entlehnt zu lettisch lasvarde, lašveris und anderen Formen, diese zu litauisch lašvaras, lašvoras.
Slawische Sprachenurslawisch *lososь, tschechisch, slowakisch losos, nieder-/obersorbisch łosos, polnisch łosośⓘ, slowinzisch losos, kaschubisch losos(k), altostslawisch, russisch, ukrainisch losos (kyrillisch лосось), belarussisch lasóś „Lachs“. Die südslawischen Formen slowenisch, kroatisch, serbisch lósos scheinen Entlehnungen aus dem West- bzw. Ostslawischen zu sein. Altungarisch laszos, ungarisch lazac „Lachs“ ist aus dem Slawischen entlehnt.
Armenische Sprachemittel-, neuarmenisch Լոսդի losdi, losti „Lachsforelle“ mit -di, -ti „Körper“
Iranische Sprachendigorisch ossetisch læsæg (kyrillisch лӕсӕг) „Lachsforelle“, entweder eine iranische Eigenform oder vielleicht ein sehr altes Lehnwort, das durch die Vermittlung urslawischer Stämme in das nordwestliche Randgebiet der iranischen Völker zu den Alanen, den Vorläufern der Osseten, gedrungen sein könnte.
Tocharisch Blaks „Fisch“, mit ungeklärter Verallgemeinerung von indogermanisch *loḱs- „Lachsforelle“
Romanische Sprachen (nur Einzelvorschläge)spätlateinisch-frühromanisch *locca „Bartgrundel, Schmerle“, dazu gleichbedeutend italienisch locca, altfranzösisch loche, dialektal loque, englisch loach, provenzalisch loco (auch „Barbier“), spanisch loche, locha, loja. Eine volkslateinische Form *lócĭca „Schmerle“ scheint zu litauisch lašišà „Lachs“ zu passen. Anschlüsse von italienisch lasca „Plötze, Rotauge“, italienisch laccia „Alse“ und sardisch laccia „Gründling“ sowie baskisch laĉ „kleiner Hai“ als frühe Entlehnung blieben ohne Reaktion der Fachwelt.
→ Hörbeispiele in Wiktionary

### Stammformen
Frühe Vorschläge für eine westindogermanische Stammform lauteten *laqsi-s und *loḱ-os-, *loḱ-es-, *loḱ-s. Der erste Vorschlag für eine Urform des Lachswortes nach der Entdeckung von Tocharisch B laks war *laḱ-i, *laḱ-os. Er wurde als *laḱs-, *laḱ-so-s in Standardwörterbücher übernommen.
Weil die baltischen Lehnwörter in den ostseefinnischen Sprachen den indogermanischen Wurzelvokal -o- beibehalten hatten, wechselte die Ansetzung von indogermanisch *laḱs- zu *loḱs-. In der Fachliteratur ist seither der Stamm für „Lachs“ mit *loḱs- und ähnlichen Formen angegeben, etwa *lóḱs- sowie *loḱso-, *loḱsi-, auch mit schwachem Stammvokal *ləḱsi-, ferner *loḱ-.

### Bedeutung
Viele Forscher akzeptieren die Wortbedeutung „der Getupfte“ zu litauisch lãšas „Tropfen“, lašė́ti „tröpfeln“, lettisch lā̆se „Sprenkel, Tupfen“, lãsaíns „punktiert, gesprenkelt“. John Loewenthal schlug diese Etymologie 1924 vor. Nicht durchgesetzt haben sich vier Erklärungen:
- „Der Springer“ zu indogermanisch *lek- „Beuge, Windung“ wie lateinisch salmo „Lachs“ zu salire „springen“.[91] Diese Deutung trifft nicht zu, weil salmo nichtindogermanischen Ursprungs ist[92] und nur lettisch lễkti „fliegen, laufen, stürzen“ Anschluss böte.[93]
- Gegen „der Rote“ zu altindisch lākṣā „roter Lack“[94] wurde eingewendet, dass die zu rot gehörige Wurzel *reg „färben“ lautet.[92]
- „Fängling“ aus indogermanisch *lakhos „Fang“[95] scheiterte, weil diese Wurzel nicht zu den einzelsprachlichen Formen passt.[96]
- Der Vorschlag „Wasserfisch“ von goidelisch loch „See“ und finnisch lahti „Bucht“[97] blieb fast unbeachtet.[98]

### Vorindogermanische Lachswörter
Die indogermanischen Sprachen West- und Südeuropas übernahmen vermutlich zwei Lachswörter der Altbevölkerung. Die Urnamen sind nicht rekonstruiert. Ihre lateinischen Formen lauten esox und salmo „Lachs“ mit dem verwandten salar „Forelle“.
- Zur keltischen Gruppe um esox gehören irisch éo, éu, é, iach, altirisch eo, kymrisch ehawc, eog, kornisch ehoc, bretonisch eok, keûreûk „Sprunglachs“, wörtlich „Riesenlachs“ aus oder entsprechend gallisch kawaros „Riese“ und esox. Die Kelten haben dieses Wort vielleicht von einem nordalpinen nichtindogermanischen Volk übernommen und die Basken daraus izokin „Lachs“ entlehnt.[99] Auch eine romanisierende Stufe zwischen "esox" und "izokin" wurde vermutet.[100] Baskisch izokin kann ferner auf itz „Meer“ und okin „Brot“, also etwa „Brot des Meeres“, beruhen.[101]
- Das gallisch-lateinische salmo ging als salmone in den italienischen Wortschatz über und entwickelte sich zu französisch saumon, englisch salmon, niederländisch zalm, deutsch Salm. Es kann mit der zugehörigen Form salpa, die auf der balearischen Inselgruppe der Pityusen belegt ist, sowie mit salar „Forelle“, berberisch aslem „Fisch“ als alte Fischbezeichnung Westeuropas und Nordafrikas gelten.[102] Nachgewiesen ist eine berberische Dialektvariante šâlba.[103]

Die Verbreitungsgebiete der salmo- und der esox-Gruppe überlagern sich. Neben kymrisch eog kommt samon als Lehnwort aus dem Spätmittelenglischen vor, ebenso sowman neben ehoc im ausgestorbenen Kornischen. In keltischen Sprachen ist kein indogermanisches Lachswort nachgewiesen. Die Wortgrenze zwischen Salm und Lachs in Deutschland verlief im Mittelalter zwischen Rhein und Elbe. Jahreszeitliche Benennungen mit Lachswörtern wie lassus „Herbstlachs“ sind im Salmgebiet aus mehreren Regionen überliefert.

### Die Bezeichnung „Lachsforelle“
Als „Lachsforelle“ werden heute mehrere Salmoniden bezeichnet. In Deutschland ist der Name seit der zweiten Hälfte des 20. Jahrhunderts als Handelsbezeichnung für eine Zuchtform der aus Nordamerika stammenden, seit dem 19. Jahrhundert in Europa geschätzten Regenbogenforelle (Oncorhynchus mykiss, früher: Salmo gairdneri) verbreitet. „Lachsforelle“, niederdeutsch lassför als historisch übliche und deswegen in der sprachwissenschaftlichen Literatur benutzte Bezeichnung meint die Meerforelle (Salmo trutta trutta). Zu einer gewissen Sprachverwirrung beigetragen hat ferner der Umstand, dass aufgrund der Farbe des Fleisches auch Bachforelle (Salmo trutta fario) und Seeforelle (Salmo trutta lacustris) als Lachsforelle bezeichnet werden. Bei den im Kaukasus und um das Schwarze und Kaspische Meer auftretenden Unterarten der Meerforelle handelt es sich um die Schwarzmeer-Forelle (Salmo trutta labrax) und die Kaspische Forelle (Salmo trutta caspius). Welcher dieser Fische von den ur-indoeuropäischen Sprechern als *loḱs- oder ähnlich bezeichnet wurde, ist ungewiss.